# Bonanza, Nicaragua
Bonanza är en kommun (municipio) i Nicaragua med 24 715 invånare (2012). Den ligger i den nordöstra delen av landet i Región Autónoma de la Costa Caribe Norte. Kommunens traditionella huvudnäring är gruvindustri.

## Geografi
Bonanza gränsar till kommunerna Waspán i norr, Rosita i öster, Siuna i söder och San José de Bocay i väster. Kommunens centralort Bonanza, med 8 143 invånare (2005), ligger ungefär mitt i kommunen. Kommunens näst största ort (comarca) är Musawas med 1 390 invånare (2005).

## Historia
Kommunen grundades någon gång mellan 1978 och 1982.

## Kända personer från Bonanza
- Aubry Campbell Ingram (1903-2000), scoutpionjär[9]

## Bilder
|  |  |
|  |  |